# Лебедев, Валентин Витальевич
Валенти́н Вита́льевич Ле́бедев (род. 14 апреля 1942, Москва) — советский космонавт и учёный. Дважды Герой Советского Союза. Член-корреспондент РАН.

## Биография
В 1959 году после окончания средней школы № 4 города Наро-Фоминска поступил в Оренбургское авиационное училище. В 1960 году в связи с сокращением Вооружённых Сил училище расформировали, и Лебедев поступил на факультет летательных аппаратов Московского авиационного института им. С. Орджоникидзе. Параллельно с учёбой освоил профессию лётчика: начал с планеров КАИ-12, потом — поршневые самолёты Як-18, затем реактивный Л-29 и вертолёт Ми-1. После окончания института в 1966 году Лебедев добился направления на работу в знаменитое Центральное конструкторское бюро экспериментального машиностроения, возглавляемое С. П. Королёвым (с 1979 года — Головное конструкторское бюро НПО «Энергия»), где работал инженером, старшим инженером, старшим научным сотрудником.
В 1967 году в качестве технического представителя головного предприятия ракетно-космической отрасли участвовал в экспедиции на кораблях 8-й поисковой эскадры ВМФ СССР в акваторию Индийского океана для поиска и технического обслуживания космических аппаратов «Зонд» по лунной программе «Л-1». В 1968 году был руководителем группы специалистов в Индии, обеспечивая техническое обслуживание космической станции «Зонд-5», облетевшей Луну и впервые доставившей материалы съёмки на Землю.
Работая в испытательном комплексе, занимался отработкой средств спасения экипажей кораблей «Союз» после посадки на сушу и на воду, участвовал в подготовке к лётно-конструкторским испытаниям кораблей «Союз», «Союз Т», «Прогресс» и орбитальных станций «Салют-4, −5, −6», руководил на Байконуре оперативно-технической группой управления на участке их выведения. В качестве инструктора-методиста готовил на комплексном тренажёре в ЦПК экипажи кораблей «Союз-4»—«Союз-9» и экипаж первой орбитальной станции «Салют-1», разрабатывал бортовую документацию по управлению кораблём и орбитальной станцией, методики ручного и автоматического сближения и стыковки космического корабля, выполнения научных экспериментов и исследований.
В 1972 году учился в школе лётчиков-испытателей МАП СССР, но в связи с зачислением в отряд космонавтов (решение Государственной межведомственной комиссии и Приказ МОМ № 88 от 22 марта 1972 г.) был отозван на подготовку к космическому полёту. В ходе обучения освоил пилотирование самолётов «Миг-15» и «Миг-21». В 1973 году, будучи дублёром, вместе с П. Климуком, по результатам подготовки к полёту решением Госкомиссии были назначены основным экипажем, сумев преодолеть сложившийся тогда подход к праву на полёт не по заранее определённой руководством очерёдности, а по знаниям и слаженности работы в экипаже и с персоналом центра управления. За успешное выполнение программы научных исследований на корабле «Союз-13» с системой телескопов «Орион-2» Лебедеву были присвоены звания «Летчик-космонавт СССР» и «Герой Советского Союза».

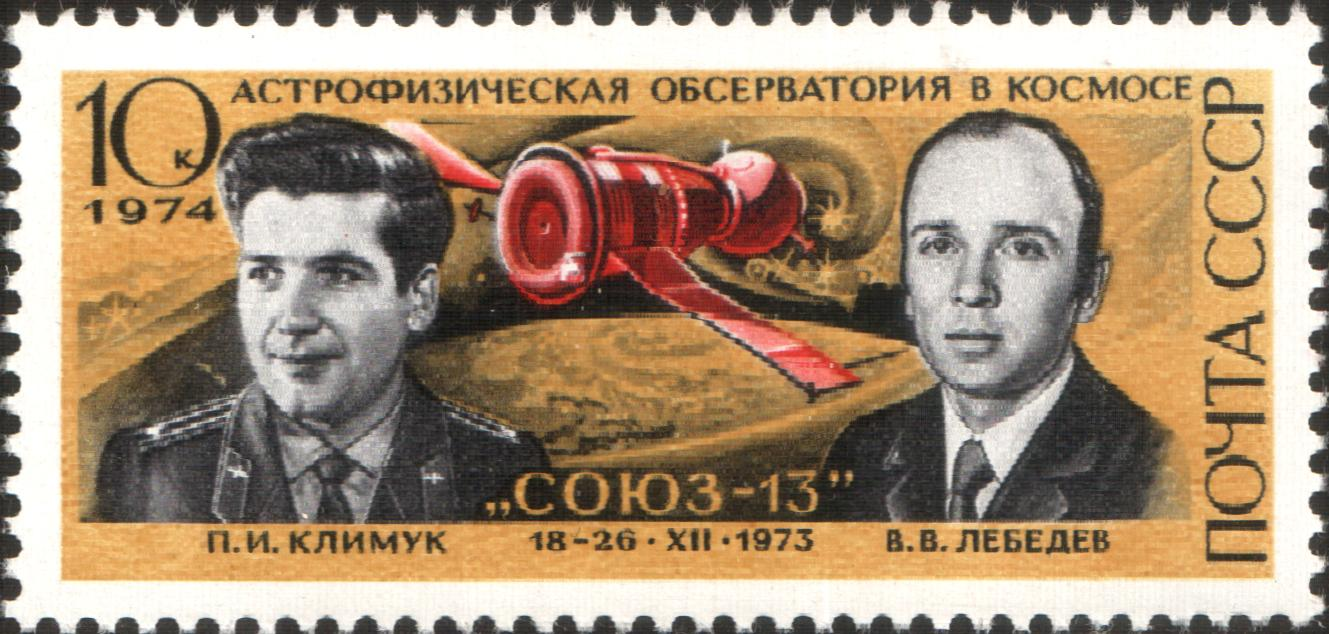
Космонавты СССР Климук и Лебедев на почтовой марке СССР, 1974 года

После завершения полёта продолжал работать в НПО «Энергия» на должности инструктора-космонавта-испытателя 3 класса. В 1974 году защитил диссертацию на соискание учёной степени кандидата технических наук по теме: «Методы построения единого комплекса технических средств для подготовки экипажей космических кораблей и отработки компоновки корабля», в которой обосновал необходимость создания стенда-полигона с использованием унифицированных имитаторов внешней обстановки (звездное небо, трассы полёта, сближения и стыковки и т. д.) для приобретения экипажами навыков управления в условиях, максимально приближенных к реальным, и предложил научно-технические решения, которые нашли практическое воплощение.
В 1982 году на космическом комплексе «Союз Т-5»-«Салют-7»-«Прогресс» совершил рекордный, в то время, по длительности 211-суточный космический полёт с А. Березовым. За время полёта выполнил обширную программу научно-исследовательских и прикладных экспериментов. Выходил в открытый космос и пробыл там свыше двух часов. За успешное выполнение полёта и достигнутые результаты был награждён вторым орденом Ленина и Золотой медалью «Героя Советского Союза» с присвоением звания инструктор-космонавт-испытатель 1 класса.
Во время двух космических полётов В. В. Лебедевым выполнено более 300 научных экспериментов и исследований в разных областях науки, часть которых является уникальными. Определены характеристики состава атмосферы вокруг станции, измерено поле виброускорений внутри орбитального комплекса, отработаны методы получения сверхчистых биологических материалов, впервые растение «арабидопсис» в условиях космоса прошло полный цикл развития.
С 1983 года проходил подготовку в группе космонавтов в качестве бортинженера по программе «Буран». В 1985 году, продолжая работать в НПО «Энергия», защитил в МАИ докторскую диссертацию на тему «Методы повышения эффективности научных исследований на орбитальных станциях», в которой впервые выполнил анализ деятельности космонавта в сложной технической среде, оптимизировал структуру бортового комплекса научной аппаратуры и автономных средств управления станцией как систему, обеспечивающую выполнение широкого круга астрофизических и природно-ресурсных исследований с минимальными затратами топлива. Предложил и обосновал целесообразность размещения съёмочной аппаратуры на автономной платформе с внешней стороны станции, что позволяет освободить экипаж от выполнения множества рутинных операций. Участие в космических исследованиях и полученные результаты определили круг его научных интересов, включающий навигацию, астрофизику, физику земной атмосферы, космическое землеведение, геологию. В каждую из этих областей знаний он внёс творческий вклад.
За работу по советско-французской космической программе на ОС «Салют-7» награждён орденом офицера Почётного легиона (Франция). Будучи уже космонавтом, в течение нескольких лет с 1975 года, во время своих отпусков, работал на строительстве Байкало-Амурской магистрали в качестве командира студенческого отряда МАИ, за что в 1985 году награждён медалью «За строительство БАМа». В 1984 году за достижения в области космических исследований награждён Золотой медалью К. Э. Циолковского Академии наук СССР.
С 1989 года работал заместителем директора Института географии АН СССР по научной работе, исполняя также обязанность руководителя Геоинформационного центра при том же институте. В 1991 году, после преобразования Геоинформационного центра в самостоятельную организацию — Научный геоинформационный центр, продолжил работу директора в этой организации. Под его руководством разработана концепция создания и принципы построения региональных геоинформационных комплексов как ядра формирования геоинформационной сети страны (создана теория, математические средства и основные программные модули, позволившие выполнить ряд крупных тематических проектов). Этим он заложил фундамент научной школы в прикладной космонавтике. В 2000 году первым из космонавтов избран член-корреспондентом Российской академии наук.
Свои знания и опыт В. В. Лебедев передаёт студентам, аспирантам, стажёрам, выступая с лекциями, докладами на научных семинарах и конференциях. Результаты его научной работы внедрены в учебный процесс Московского авиационного института. Учебные пособия «Комплексный анализ безопасности полётов» и «Проектирование систем космического мониторинга» используются при курсовом и дипломном проектировании на факультетах МАИ. В студенческом конструкторском бюро при его непосредственном участии были впервые в мире спроектированы и изготовлены малоразмерные спутники «Искра-1», «Искра-3» и лично им экспериментально отработаны в условиях космоса и впервые запущены с борта орбитальной станции. 21 июня 2006 года решением ВАК В. В. Лебедев утверждён в звании профессора по кафедре «Космические системы и ракетостроение» МАИ.
В 2007 году за большой вклад в развитие науки награждён орденом «За заслуги перед Отечеством» IV степени.

## Семья
- Отец — Виталий Владимирович Лебедев (1916—1968).
- Мать — Антонина Фёдоровна Лебедева (Демидова) (1921—2007).
- Супруга — Людмила Витальевна Лебедева (Бушман) (род. 1943).
- Сын — Виталий Валентинович Лебедев (род. 1972).
- Внук Демид (род. 2005) и внучка Анастасия (род. 2002).
- Живёт и работает в Москве.

## Награды и звания
- Дважды Герой Советского Союза (28 декабря 1973 года и 10 декабря 1982 года).
- Орден «За заслуги перед Отечеством» IV степени (29 декабря 2007 года) — за большой вклад в развитие науки и многолетнюю плодотворную деятельность[6].
- Два ордена Ленина (28 декабря 1973 года и 10 декабря 1982 года).
- Офицер ордена Почётного легиона (Франция, 1982).
- Медаль «За заслуги в освоении космоса» (12 апреля 2011 года) — за большие заслуги в области исследования, освоения и использования космического пространства, многолетнюю добросовестную работу, активную общественную деятельность[7].
- Медаль «За строительство Байкало-Амурской магистрали» (1985).
- Медаль Алексея Леонова (Кемеровская область, 2015) — за совершённый в 1982 году выход в открытый космос[8].
- Медаль "В память 850-летия Москвы" (1997).
- Заслуженный деятель науки Российской Федерации (4 июня 1999 года) — за большой вклад в развитие отечественной науки, подготовку высококвалифицированных кадров и в связи с 275-летием Российской академии наук[9].
- Почётный гражданин города Тынды (2001)[10].
- Почётный гражданин города Норильска (27.06.1977)[11]

Является почётным гражданином многих городов России и стран СНГ, а также города Форт-Уэрт (США). По предложению НАСА избран почётным гражданином штата Техас (США). Занесён в международную «Книгу рекордов Гиннесса» (1984, с.79). В его честь малой планете, зарегистрированной в международном каталоге под № 10015 = 1978 SA5, по решению Международного Астрономического Союза присвоено имя ValenLebedev (Minor Planet Circular № 60298, 2007 July 30). Бронзовый бюст установлен в Москве на Аллее космонавтов.
В Наро-Фоминске, где он является почетным гражданином города, в 2016 году установлен бронзовый бюст. Постановлением губернатора Московской области А. Ю. Воробьёва № 576-ПГ от 21.12.2020 г. Наро-Фоминской школе № 9, где он учился с 1 по 8 класс, присвоено его имя.

## Книги и научные работы
Во время полёта на космическом комплексе «Салют-7»-«Союз Т-5»-«Союз Т-7» Лебедев ежедневно документировал свой полёт и на основе записей в бортовых дневниках написал книги «Моё измерение» и "Материалы научных исследований бортинженера 1-й основной экспедиции орбитального комплекса «Союз Т-5»-«Салют-7»-«Прогресс», которые вышли в издательстве «Наука» (Москва) в 1994 и 2001 годах, соответственно.
В 2016 году вышла книга В. В. Лебедева под названием «Устоять на дороге в космос», в 2018 году — книга «Сохранить веру в себя», в 2021 — книга «Жизнь страны глазами космонавта», а в 2024 — книга «Сборник статей космонавта В.Лебедева, 1963—2023 гг.».
Является автором 193 научных работ, в том числе двенадцати монографий и 26 изобретений.